# Alsófricske
Alsófricske (szlovákul: Fričkovce, németül: Fritschhau) község Szlovákiában, az Eperjesi kerület Bártfai járásában.

## Fekvése
Bártfától 13 km-re délre fekszik.

## Története
A falu valószínűleg a 14. század első felében keletkezett, ekkor a Perényiek birtoka volt. 1427-ben „Frychhaw” néven említik először, ekkor lakói 24 porta után adóztak. Fricske a közepes nagyságú falvak közé számított. A 15. század végén és a 16. század elején a Máriássyaké, majd a század második felében a Bornemissza és a Darholc családé. 1600-ban 20 parasztház és soltészház volt a faluban. Lakói erdei munkával, mezőgazdasággal, fazsindelykészítéssel foglalkoztak.
A 18. század végén Vályi András így ír róla: „FRITSKE. Fritzovtze. Tót falu Sáros Vármegyében, földes Ura Báró Splényi Uraság, lakosai katolikusok, fekszik Osikó mellett, ’s ennek filiája, Ternyétöl egy mértföldnyire. Határja ambár tsak egy nyomású, termékeny; de mivel jó őszi gabonát terem, réttye, legelője, fája elég, Bártfán piatzozása közel, második Osztálybéli.”
A 19. században a falunak gazdag birtokosa lett a Forgách család személyében, akik a közeli Hertnek kastélyában laktak.
Fényes Elek 1851-ben kiadott geográfiai szótárában így ír a faluról: „Fricske, tót falu, Sáros vmegyében, Oszikohoz 1/2 órányira: 453 kath., 20 zsidó lak. Határa jó őszi gabonát terem; erdeje van. F. u. b. Splényi; van savanyuvize és vizimalma is.”
A 20. század elején sok lakos vándorolt ki az Egyesült Államokba és Kanadába. A trianoni diktátum előtt Sáros vármegye Bártfai járásához tartozott.

## Népessége
| Év:            | 1994. | 2004.   | 2014.   | 2024.   |
| -------------- | ----- | ------- | ------- | ------- |
| Emberek száma: | 675   | 690     | 716     | 729     |
| Eltérés:       |       | +2,22 % | +3,76 % | +1,81 % |

| Év:            | 2023. | 2024.   |
| -------------- | ----- | ------- |
| Emberek száma: | 737   | 729     |
| Eltérés:       |       | -1,08 % |

1910-ben 381, túlnyomórészt szlovák anyanyelvű lakosa volt.
2001-ben 691 lakosából 688 szlovák volt.
2011-ben 686 lakosából 663 szlovák volt.

## Nevezetességei
- Szent Márton tiszteletére szentelt római katolikus temploma 1821–22-ben épült. 1922-ben restaurálták.
- A Rózsafüzér királynője tiszteletére szentelt új, római katolikus temploma 1991-ben készült.
- A falu északi részén egy 15. században épített pince található, ahol régen a (magyar) belföldre és Lengyelországba szállított bort raktározták.